# Bevolkingsgroei

De bevolkingsgroei is de toename van het inwonersaantal in een bepaald land of gebied gedurende een bepaalde tijd. Als de toename negatief is, is er sprake van bevolkingsdaling of negatieve bevolkingsgroei. Vooral tijdens een demografische transitie kan er een zeer sterke bevolkingsgroei zijn.
Oorzaken zijn een groter geboortecijfer dan sterftecijfer, waardoor er meer mensen geboren worden dan er sterven in een bepaalde periode. Naast dit reproductie-overschot kan er ook een grotere toestroom van inwoners door immigratie zijn dan de uitstroom door emigratie. Tot veertig jaar terug waren de oorzaken van bevolkingsgroei nog onduidelijk of waren omstreden. Met name de Britse arts Thomas McKeown gaf een samenhangende visie op de demografische ontwikkeling, in het bijzonder op de bevolkingsgroei vanaf de achttiende eeuw. Hoewel McKeown's these aanvankelijk forse kritiek kreeg, staat deze inmiddels weinig meer ter discussie.

## Schattingen

Geschatte groei van de menselijke bevolking van 10.000 v.Chr. tot 2000 n.Chr.

Vroege bevolkingscijfers zijn niet meer dan schattingen en zijn een combinatie van demografie, historiografie, statistiek en archeologie. Statistisch gezien kunnen ze niet betrouwbaar genoemd worden, al vertonen meerdere schattingen enkele opmerkelijke overeenkomsten:
The hypotheses of the historical demographer are not, in the current state of the art, testable and consequently the idea of their being reliable in the statistician’s sense is out of the question. It is nevertheless true that there is a remarkable degree of agreement as to the numbers of mankind over the last 1,000 years (see table below) and that this congruence justifies some confidence.

### Pleistoceen:hunter-gatherer population paradox
Hoe verder terug in de tijd, hoe moeilijker het wordt om tot redelijke schattingen te komen. Veel schattingen gaan dan ook niet verder terug dan 10.000 v.Chr., met als uitzondering de veel geciteerde publicatie van Edward Deevey die in 1960 schatte dat er 1.000.000 jaar geleden 125.000 mensen waren. Die getallen waren echter speculatief en Deevey zei er later over:
My own treatment of this, published some years ago in Scientific American (Deevey, 1960) was not very professional
Een van de problemen daarbij was dat Deevey uitging van een toenemende groei, waarvan hij later aangaf :
If one is prepared to assume that over long times and wide areas during the Pleistocene human populations were in some sort of equilibrium, and Dr. Birdsell makes this point seem defensible [...]
Naast Deevey is Ansley Coale een van de meest geciteerde auteurs. Coale accepteerde de gegevens van Deevey grotendeels en stelde dat de jaarlijkse groei daarmee de eerste miljoen jaar op 0,0015% lag en op 0,036% vanaf de neolithische revolutie tot het begin van de jaartelling.
Sindsdien is er consensus dat de groei ten tijde van de jager-verzamelaars beperkt was. Tegelijkertijd bleek steeds meer dat het niet de beschikbare hoeveelheid voedsel was die de bevolkingsgroei beperkte en dat jager-verzamelaars in staat waren om snel in aantal te groeien na een periode van tegenslag. De beperkte bevolkingsgroei bleek niet te rijmen met de geobserveerde vruchtbaarheids- en sterftecijfers. Deze hunter-gatherer population paradox deed de vraag rijzen wat dan wel het stabiliserende mechanisme was waarmee de bevolkingsdichtheid ruim binnen de draagkracht van de Aarde bleef en of dit te maken had met veranderingen in het vruchtbaarheidscijfer, het sterftecijfer, of de levensverwachting.
De antwoorden hierop werden gezocht door demografen en antropologen en later ook genetici. In het debat over de mechanismes van bevolkingsbeheersing zien malthusianen de limieten aan de voedselproductie als de grens van de bevolkingsgroei, terwijl volgens boserupianen de bevolkingsdruk juist een stimulans is om de voedselproductie te verhogen. In deze discussie zijn demografen veelal malthusianen, terwijl antropologen Malthus nauwelijks noemen. Demografisch onderzoek wijst steeds meer in de richting van een regressie naar het gemiddelde bij bevolkingsgroei, waarbij pieken gevolgd worden door malthusiaanse dalen om uiteindelijk uit te komen op een zeer geringe groei. De pieken suggereren een hoge natuurlijke vruchtbaarheid, terwijl de dalen vooral het gevolg zijn van een hoge kindersterfte en oorlogsvoering. Een deel van de antropologen stelt dat abortus en infanticide daarbij een belangrijke rol speelden, maar het idee dat jager-verzamelaars een actieve bevolkingsbeheersing uitvoerden, wordt door de meeste demografen afgewezen.

### Sinds de jaartelling
| Jaar                               | Bevolking | Bbp   | Bbp per capita | Export |
| ---------------------------------- | --------- | ----- | -------------- | ------ |
| 1 - 1000                           | 0,02%     | 0,01% | 0,00%          |        |
| 1000 - 1500                        | 0,10%     | 0,15% | 0,05%          |        |
| 1500 - 1820                        | 0,27%     | 0,32% | 0,05%          |        |
| 1820 - 1870                        | 0,40%     | 0,93% | 0,53%          |        |
| 1870 - 1913 (liberale tijdperk)    | 0,80%     | 2,11% | 1,30%          | 3,40%  |
| 1913 - 1950                        | 0,93%     | 1,85% | 0,91%          | 0,90%  |
| 1950 - 1973 (gouden tijdperk)      | 1,92%     | 4,91% | 2,93%          | 7,88%  |
| 1973 - 1998 (neoliberale tijdperk) | 1,66%     | 3,01% | 1,33%          | 5,07%  |

Ook de aantallen sinds de jaartelling zijn nog zeer speculatief, waarbij de aantallen sterk kunnen variëren bij verschillende auteurs en overeenkomsten veelal het gevolg zijn van het overnemen van aannames van anderen.
In het eerste millennium van de jaartelling was er sprake van een minimale bevolkingsgroei en ook in de eerste helft van het tweede millennium was deze beperkt, mede door hongersnoden en epidemieën. Vanaf de vijftiende eeuw begon echter een duidelijke groei in te zetten. Waar de uitwisseling van ziektekiemen desastreus was voor Amerika en Oceanië, gold daarbuiten dat epidemieën waarbij miljoenen volwassenen het leven lieten langzamerhand afnamen. Ziektes werden endemisch en troffen vooral jonge kinderen.
De pieken in de kindersterfte werden vaak gevolgd door een geboortepiek. Tijdens de industriële revolutie daalden de sterftecijfers sterker dan de geboortecijfers. De resulterende demografische transitie bracht een sterke toename van de bevolking tot een nieuw evenwicht werd gevonden tussen geboorte en sterfte. In combinatie met de nieuwe voedingsgewassen kon daardoor tussen 1450 en 1800 de wereldbevolking meer dan verdubbelen naar 900 miljoen mensen, waarvan China met 350 miljoen inwoners meer dan een derde uitmaakte. De sterke bevolkingsgroei betekende niet alleen een druk op het ecologische systeem, maar ook op het politieke. Malthus voorzag dat de bevolking exponentieel zou toenemen en de landbouwproductie lineair, met een catastrofe tot gevolg. Uiteindelijk kwam het niet zover door verbeterde landbouwtechnieken en wist de landbouwproductie zelfs de nog veel sterkere bevolkingsgroei van de tweede helft van de twintigste eeuw bij te benen. Volgens McKeown was verbetering van de voeding de belangrijkste reden van de bevolkingsexplosie vanaf het einde van de negentiende eeuw.
Tussen 1900 en 2000 groeide de wereldbevolking van 1,6 miljard naar 6 miljard mensen. Het hoogtepunt van deze groei lag rond 1970 toen het percentage boven de 2% per jaar lag. Sindsdien heeft zich een daling ingezet van het groeipercentage. Deze sterke groei werd vooral veroorzaakt door een daling van het sterftecijfer door een daling ten gevolge van infecties. Deze sterftedaling is volgens McKeown vooral te danken aan betere weerstand tegen infectie door meer en betere voeding in de negentiende eeuw, en vanaf de tweede helft van de negentiende eeuw ook dankzij betere hygiëne, schoon drinkwater en riolering. De wereldwijde levensverwachting steeg daardoor van minder dan 30 jaar rond 1800 naar 35 in 1900, 45 in 1950 en 67 in 2000.

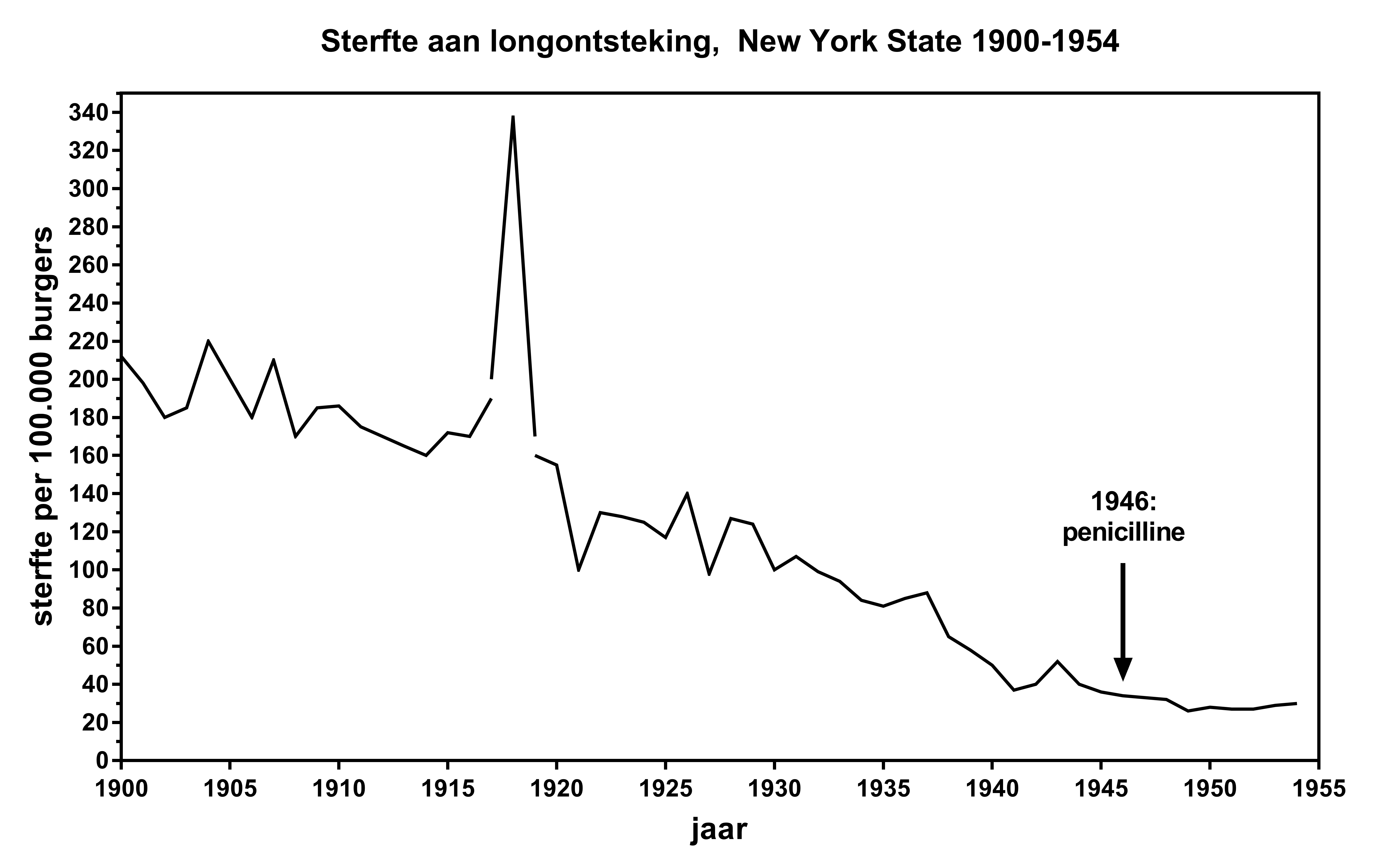
Daling van de sterfte aan longontsteking tussen in New York State 1900 en 1955. De sterfte was in 1900 nog 212 per 100.000 burgers en nam af naar 34 per 100.000 burgers in 1946, toen penicilline op de markt kwam. De sterftepiek in 1918 hing sterk samen met de voedselschaarste en Spaanse griep.

Omdat de sterfte aan infectieziektes na de Tweede Wereldoorlog al erg laag was, is de bijdrage van vaccinatie en antibiotica aan de sterftedaling en bevolkingsgroei gering. Het totaal aantal vroegtijdige doden in de twintigste eeuw door oorlog, genocide, politieke zuiveringen en hongersnoden lag mogelijk tussen de 180-190 miljoen mensen en maakte daarmee ongeveer 4% uit van het totaal aantal doden. De enorme aantallen slachtoffers konden daarmee deze groeitrend niet keren.

## Migratie
Verschillen in bevolkingsgroei konden door migratie deels worden opgevangen. Economische groei deed ook de vraag naar mensen toenemen. In landen met een kleine bevolkingsgroei en grote economische groei besloten de elites om arbeid te importeren. In de jaren zestig was dan ook een migratie te zien naar West-Europa vanuit Zuid-Europa, Turkije en Noord-Afrika. Tien jaar later was ook Zuid-Europa een importeur van mensen. Zo was de al lang bestaande beweging van mensen uit Europa na vierhonderd jaar omgedraaid. In het Midden-Oosten importeerde men zoveel arbeid dat de lokale bevolking vrijwel geen handwerk meer deed. Tussen 1975 en 1983 was er ook een grote migratie richting het olierijke Nigeria. In de Verenigde Staten vervijfvoudigde de legale immigratie tussen 1965 en 1995, vooral bestaand uit hoger opgeleide Aziaten. Daarnaast was er een illegale immigratie van miljoenen uit Midden-Amerika. In Canada verdubbelde de immigratie in deze periode. De migratie verlichtte de nood op plaatsen met een sterke bevolkingsgroei, maar ook in de landen met arbeidstekorten. Hoewel de economie profiteerde in de laatste landen, gold dit niet voor de werknemers waarvan de lonen laag konden worden gehouden. Cultuurverschillen waren ook oorzaak dat immigranten over het algemeen een koele ontvangst kregen. Het zou in vele landen nog de nodige immigratieproblematiek tot gevolg hebben.
De grafiek die de bevolkingsgroei laat zien vertoont overeenkomst met de hockeystickcurve die vaak wordt gebruikt bij de huidige klimaatverandering.